# Bretagne Classic 2018
La Bretagne Classic 2018, 82a edició de la Bretagne Classic, és una cursa ciclista que es disputà el 26 d'agost de 2018 pels voltants de Plouay, a la Bretanya. La cursa formava part del calendari UCI World Tour 2018.
El vencedor fou el belga Oliver Naesen (AG2R La Mondiale), que s'imposà a l'esprint a Michael Valgren (Team Astana) i Tim Wellens (Lotto-Soudal).

## Equips participants
Els 18 equips UCI WorldTeams són presents a la cursa, així com set equips continentals professionals:
| WorldTeams (18)- UAE Team Emirates - EF Education First-Drapac p/b Cannondale - Groupama-FDJ - Astana - Lotto NL-Jumbo - BMC Racing Team - Bahrain-Merida - Bora-Hansgrohe - Dimension Data - Lotto Soudal - Movistar Team - Quick-Step Floors - Mitchelton-Scott - Katusha-Alpecin - Sky - AG2R La Mondiale - Team Sunweb - Trek-Segafredo Equips continentals professionals (7)- Direct Énergie - Vital Concept - Fortuneo-Samsic - Cofidis, Solutions Crédits - Wilier Triestina-Selle Italia - Wanty-Groupe Gobert - Delko-Marseille Provence-KTM |
| |

## Classificació final
| \| Classificació general \| Classificació general \| Classificació general \| Classificació general \| Classificació general \| \| Corredor \| Corredor \| Equip \| Temps \| \| \| --------------------- \| ------------------------ \| --------------------- \| --------------------- \| --------------------- \| \| 1r \| Oliver Naesen \| AG2R La Mondiale \| 6h 16' 34" \| \| \| 2n \| Michael Valgren Andersen \| Astana \| + 0" \| \| \| 3r \| Tim Wellens \| Lotto-Soudal \| + 3" \| \| \| 4t \| Michael Matthews \| Team Sunweb \| + 1' 13" \| \| \| 5è \| Ruben Guerreiro \| Trek-Segafredo \| + 1' 13" \| \| \| 6è \| Zdeněk Štybar \| Quick-Step Floors \| + 1' 13" \| \| \| 7è \| Olivier Le Gac \| Groupama-FDJ \| + 1' 15" \| \| \| 8è \| Valentin Madouas \| Groupama-FDJ \| + 1' 17" \| \| \| 9è \| Benoît Cosnefroy \| AG2R La Mondiale \| + 1' 18" \| \| \| 10è \| Fabio Jakobsen \| Quick-Step Floors \| + 1' 24" \| \| \| 11è \| Alexander Kristoff \| UAE Team Emirates \| + 1' 24" \| \| \| 12è \| Amund Grøndahl Jansen \| LottoNL-Jumbo \| + 1' 24" \| \| \| 13è \| John Degenkolb \| Trek-Segafredo \| + 1' 24" \| \| \| 14è \| Hugo Houle \| Astana \| + 1' 24" \| \| \| 15è \| Dion Smith \| Wanty-Groupe Gobert \| + 1' 24" \| \| |                          |                     |            |
| |                          |                     |            |
| Font: ProCyclingStats |                          |                     |            |
| Classificació general |                          |                     |            |
| Corredor | Corredor                 | Equip               | Temps      |
| 1r | Oliver Naesen            | AG2R La Mondiale    | 6h 16' 34" |
| 2n | Michael Valgren Andersen | Astana              | + 0"       |
| 3r | Tim Wellens              | Lotto-Soudal        | + 3"       |
| 4t | Michael Matthews         | Team Sunweb         | + 1' 13"   |
| 5è | Ruben Guerreiro          | Trek-Segafredo      | + 1' 13"   |
| 6è | Zdeněk Štybar            | Quick-Step Floors   | + 1' 13"   |
| 7è | Olivier Le Gac           | Groupama-FDJ        | + 1' 15"   |
| 8è | Valentin Madouas         | Groupama-FDJ        | + 1' 17"   |
| 9è | Benoît Cosnefroy         | AG2R La Mondiale    | + 1' 18"   |
| 10è | Fabio Jakobsen           | Quick-Step Floors   | + 1' 24"   |
| 11è | Alexander Kristoff       | UAE Team Emirates   | + 1' 24"   |
| 12è | Amund Grøndahl Jansen    | LottoNL-Jumbo       | + 1' 24"   |
| 13è | John Degenkolb           | Trek-Segafredo      | + 1' 24"   |
| 14è | Hugo Houle               | Astana              | + 1' 24"   |
| 15è | Dion Smith               | Wanty-Groupe Gobert | + 1' 24"   |